# Пригоди Дживса і Вустера
«Джи́вс і Ву́стер» (англ. «Jeeves and Wooster») — популярний британський комедійний телесеріал, знятий за мотивами історій Пелема Вудгауза про молодого англійського аристократа Берті Вустера і його кмітливого камердинера Реджинальда Дживса. Серіал відзначений двома нагородами «BAFTA TV Award» (1992 року за найкращі декорації та 1993 року за видовищність).
Серіал став класичним фільмом у зазначеному жанрі, оскільки продемонстрував блискуче використання вишуканого гумору в різноманітних ситуаціях із витриманням такту й загальної культури, без вульгаризації, натягнутості й одноманітності. У фільмі англійський гумор сприймається як універсально людський.

## Сюжет
Дія в серіалі здебільшого відбувається в Лондоні, його передмістях і Нью-Йорку. Берті Вустер — молодий досить заможний парубок аристократичного походження, який через відсутність видатних розумових даних компенсує тим, що є справжнім джентльменом не без почуття гумору. Берті та деякі його друзі з клубу «Байдики» (англ. «The Drones Club») потрапляють у різноманітні пригоди й авантюри, і тільки геніальна винахідливість Дживса допомагає їм виплутатися з прикрих ситуацій.

## Сезони та епізоди
Перший сезон містить 5 серій, наступні три сезони містять по 6 серій. Перша серія вийшла на британські телеекрани 22 квітня 1990 року, а остання серія — 20 червня 1993 року на телеканалі ITV.

## Персонажі
Упродовж зйомок серіалу акторський склад зазнавав значних змін. Тільки чотири актори знялися в усіх 4 сезонах :
- Реджиналд Дживс — Стівен Фрай
- Бертрам (Берті) Вустер — Г'ю Лорі
- сер Воткін Басет — Джон Вуднат
- Гільдебрант (Тапі) Ґлосоп — Роберт Довс

Інші персонажі:
- Гонорія Ґлосоп — Елізабет Кеттл (1-2,4 сезон)
- Родерік Сповд — Джон Тернер (3-4 сезон)
- тітонька Аґата Ґреґсон — Мері Вімбуш (1-3 сезон), Елізабет Спрінґз (4 сезон).
- Мадлен Басет — Франческа Фолан (1 сезон), Діана Блекберн (2 сезон), Елізабет Мортон (3-4 сезон).

## Цікаві Факти
- Гра Берті Вустера на фортепіано — знахідка творців серіалу. У романах П. Ґ. Вудгауза Берті грає лише на банджо і без особливих успіхів.
- Пісні свого персонажа в серіалі виконує сам Г'ю Лорі, акомпануючи собі на фортепіано.